# 김품석
김품석(金品釋, ?~642년)은 고타소랑의 부군으로, 김춘추(훗날 태종 무열왕)의 사위이다. 대야성주를 지내던 중에 백제군에게 지고 자결을 한다.

## 생애
김품석은 관등이 이찬에 올라 대야성의 군주로 부임한 뒤 부하인 검일의 아내를 빼앗아 원한을 샀다. 642년에 백제의 장군 윤충이 군사를 이끌고와 대야성을 포위했다. 그때 검일이 백제군에 항복하여 창고에 불을 지르니 민심이 흉흉해져 성을 지킬 자신감을 잃었다. 보좌관인 서천이 항복할 것을 권유하여 성 밖으로 나가려 했는데 이때 화랑 죽죽이 만류했다. 그는 말을 듣지 않고 성문을 열어 군사들을 성 밖으로 나가게 하자 백제의 복병은 이들을 살해했다. 이 소식을 들은 그는 처자를 죽이고 자살했다. 결국 대야성은 함락당하고 윤충은 그의 목을 베어 사비에 보냈다. 김품석의 유골은 647년 김유신이 대야성 설욕전에서 사로잡은 백제 장군 8명과 교환되어 비로소 신라로 돌아왔다.

## 가계
- 부인 : 고타소(古陀炤, ?~642)
- 장인 : 태종무열왕(太宗武烈王, 604~661) - 신라 제 29대 왕
- 장모 : 보라궁주(寶羅宮主) 설씨
- 외처조부 : 김용춘(金龍春, 578~647)
- 외처조모 : 천명공주(天明公主)

## 김품석이 등장하는 작품
- 《삼국기》 (KBS, 1992년~1993년, 배우:권혁호)
- 《계백》 (MBC, 2011년, 배우:지일주)
- 《대왕의 꿈》 (KBS, 2012년~2013년, 배우:김홍표)
- 《한국사기》(KBS, 2017년~2017년, 배우:서성하

## 같이 보기
- 죽죽
- 검일
- 윤충